# Catedral de Alejandro Nevsky (Bakú)
La Catedral de Alejandro Nevsky (en azerí: Aleksandr Nevski kafedralı; en ruso: Александро-Невский Собор) a menudo conocida como Qızıllı kilsə - "La Iglesia Gilt") era la principal catedral ortodoxa rusa en la ciudad de Bakú, en la actual Azerbaiyán desde cuando se terminó en 1898 hasta su destrucción en 1937 durante la era de la Unión Soviética bajo el gobierno de José Stalin. La catedral fue la mayor estructura ortodoxa rusa jamás construida en el Cáucaso del Sur.
El 10 de julio de 1886, el emperador Alejandro III oficialmente aprobó la transferencia de tierra a la iglesia el 10 de julio de 1886. El primer borrador del diseño, hecho por el arquitecto de origen alemán Robert Marfeld, fue aprobado el 30 de julio de 1888.
El 8 de octubre de 1888, Alejandro III y su familia (incluyendo a su hijo mayor, el futuro emperador Nicolás II) visitaron Bakú para la ceremonia de colocación de la primera piedra. La ceremonia contó además con la presencia de al élite de cristiana, musulmana y judía de la ciudad.